# Amit Izak
Amit Izak (født 16. maj 1993 i Tel Aviv) er en israelsk håndboldspiller, der spiller for Ajax København Håndbold og Israels kvindehåndboldlandshold.